# Bloodhound Gang/Diskografie
Diese Diskografie ist eine Übersicht über die musikalischen Werke der US-amerikanischen Rockband Bloodhound Gang. Den Schallplattenauszeichnungen zufolge hat sie bisher mehr als 6,6 Millionen Tonträger verkauft, davon alleine in ihrer Heimat über 1,5 Millionen. Ihre erfolgreichste Veröffentlichung ist das dritte Studioalbum Hooray for Boobies mit mehr als 3,4 Millionen verkauften Einheiten. Das Album verkaufte sich alleine in Deutschland über eine Million Mal, womit es zu den meistverkauften Alben des Landes der 1990er-Jahre zählt.

## Alben

### Studioalben
| Jahr | Titel Musiklabel                             | Höchstplatzierung, Gesamtwochen, AuszeichnungChartplatzierungen (Jahr, Titel, Musiklabel, Platzierungen, Wochen, Auszeichnungen, Anmerkungen) | Höchstplatzierung, Gesamtwochen, AuszeichnungChartplatzierungen (Jahr, Titel, Musiklabel, Platzierungen, Wochen, Auszeichnungen, Anmerkungen) | Höchstplatzierung, Gesamtwochen, AuszeichnungChartplatzierungen (Jahr, Titel, Musiklabel, Platzierungen, Wochen, Auszeichnungen, Anmerkungen) | Höchstplatzierung, Gesamtwochen, AuszeichnungChartplatzierungen (Jahr, Titel, Musiklabel, Platzierungen, Wochen, Auszeichnungen, Anmerkungen) | Höchstplatzierung, Gesamtwochen, AuszeichnungChartplatzierungen (Jahr, Titel, Musiklabel, Platzierungen, Wochen, Auszeichnungen, Anmerkungen) | Anmerkungen                                                    |
| Jahr | Titel Musiklabel                             | DE | AT | CH | UK | US | Anmerkungen                                                    |
| ---- | -------------------------------------------- | --- | --- | --- | --- | --- | -------------------------------------------------------------- |
| 1995 | Use Your Fingers Columbia Records (Sony)     | — | — | — | — | — | Erstveröffentlichung: 18. Juli 1995                            |
| 1996 | One Fierce Beer Coaster Geffen Records (BMG) | DE14 (43 Wo.)DE | AT11 (16 Wo.)AT | — | — | US57 Gold · (26 Wo.)US | Erstveröffentlichung: 3. Dezember 1996 Verkäufe: + 515.000     |
| 1999 | Hooray for Boobies Geffen Records (UMG)      | DE1 ×5Fünffachgold · (56 Wo.)DE | AT1 Platin · (34 Wo.)AT | CH2 Platin · (54 Wo.)CH | UK37 Gold · (13 Wo.)UK | US14 Platin · (29 Wo.)US | Erstveröffentlichung: 30. September 1999 Verkäufe: + 3.453.653 |
| 2005 | Hefty Fine Geffen Records (UMG)              | DE7 Gold · (26 Wo.)DE | AT4 Gold · (27 Wo.)AT | CH24 (19 Wo.)CH | — | US24 (6 Wo.)US | Erstveröffentlichung: 23. September 2005 Verkäufe: + 153.066   |
| 2015 | Hard-Off Jimmy Franks                        | — | — | — | — | — | Erstveröffentlichung: 18. Dezember 2015                        |

### Kompilationen
| Jahr | Titel Musiklabel                        | Höchstplatzierung, Gesamtwochen, AuszeichnungChartplatzierungen (Jahr, Titel, Musiklabel, Platzierungen, Wochen, Auszeichnungen, Anmerkungen) | Höchstplatzierung, Gesamtwochen, AuszeichnungChartplatzierungen (Jahr, Titel, Musiklabel, Platzierungen, Wochen, Auszeichnungen, Anmerkungen) | Höchstplatzierung, Gesamtwochen, AuszeichnungChartplatzierungen (Jahr, Titel, Musiklabel, Platzierungen, Wochen, Auszeichnungen, Anmerkungen) | Höchstplatzierung, Gesamtwochen, AuszeichnungChartplatzierungen (Jahr, Titel, Musiklabel, Platzierungen, Wochen, Auszeichnungen, Anmerkungen) | Höchstplatzierung, Gesamtwochen, AuszeichnungChartplatzierungen (Jahr, Titel, Musiklabel, Platzierungen, Wochen, Auszeichnungen, Anmerkungen) | Anmerkungen                                                |
| Jahr | Titel Musiklabel                        | DE | AT | CH | UK | US | Anmerkungen                                                |
| ---- | --------------------------------------- | --- | --- | --- | --- | --- | ---------------------------------------------------------- |
| 2010 | Show Us Your Hits Universal Music (UMG) | DE10 a Gold · (6 Wo.)DE | AT44 (1 Wo.)AT | CH59 (2 Wo.)CH | — | — | Erstveröffentlichung: 3. Dezember 2010 Verkäufe: + 100.000 |

### EPs
| Jahr | Titel Musiklabel                | Anmerkungen                            |
| ---- | ------------------------------- | -------------------------------------- |
| 1994 | Dingleberry Haze Cheese Factory | Erstveröffentlichung: 17. Oktober 1994 |

## Singles
| Jahr | Titel Album                                                      | Höchstplatzierung, Gesamtwochen, AuszeichnungChartplatzierungen (Jahr, Titel, Album, Platzierungen, Wochen, Auszeichnungen, Anmerkungen) | Höchstplatzierung, Gesamtwochen, AuszeichnungChartplatzierungen (Jahr, Titel, Album, Platzierungen, Wochen, Auszeichnungen, Anmerkungen) | Höchstplatzierung, Gesamtwochen, AuszeichnungChartplatzierungen (Jahr, Titel, Album, Platzierungen, Wochen, Auszeichnungen, Anmerkungen) | Höchstplatzierung, Gesamtwochen, AuszeichnungChartplatzierungen (Jahr, Titel, Album, Platzierungen, Wochen, Auszeichnungen, Anmerkungen) | Höchstplatzierung, Gesamtwochen, AuszeichnungChartplatzierungen (Jahr, Titel, Album, Platzierungen, Wochen, Auszeichnungen, Anmerkungen) | Anmerkungen                                                                       |
| Jahr | Titel Album                                                      | DE | AT | CH | UK | US | Anmerkungen                                                                       |
| ---- | ---------------------------------------------------------------- | --- | --- | --- | --- | --- | --------------------------------------------------------------------------------- |
| 1995 | Mama Say Dingleberry Haze                                        | — | — | — | — | — | Erstveröffentlichung: 16. Mai 1995                                                |
| 1997 | Fire Water Burn One Fierce Beer Coaster                          | — | — | — | — | — | Erstveröffentlichung: 9. Februar 1997 Verkäufe: + 85.000                          |
| 1997 | Why’s Everybody Always Pickin’ on Me? One Fierce Beer Coaster    | — | — | — | UK56 (2 Wo.)UK | — | Erstveröffentlichung: 24. Juni 1997 Verkäufe: + 5.000                             |
| 1997 | I Wish I Was Queer So I Could Get Chicks One Fierce Beer Coaster | — | — | — | — | — | Erstveröffentlichung: 13. Oktober 1997                                            |
| 1999 | Along Comes Mary Hooray for Boobies                              | DE6 Gold · (19 Wo.)DE | AT5 Gold · (19 Wo.)AT | CH13 (11 Wo.)CH | — | — | Erstveröffentlichung: 24. Mai 1999 Verkäufe: + 275.000; Original: The Association |
| 1999 | The Bad Touch Hooray for Boobies                                 | DE1 ×3Dreifachgold · (22 Wo.)DE | AT3 Gold · (24 Wo.)AT | CH4 Gold · (39 Wo.)CH | UK4 Platin · (14 Wo.)UK | US52 (12 Wo.)US | Erstveröffentlichung: 3. September 1999 Verkäufe: + 1.757.500                     |
| 2000 | The Ballad of Chasey Lain Hooray for Boobies                     | DE12 (12 Wo.)DE | AT11 (11 Wo.)AT | CH23 (14 Wo.)CH | UK15 (9 Wo.)UK | — | Erstveröffentlichung: 14. Februar 2000                                            |
| 2000 | Mope Hooray for Boobies                                          | DE34 (8 Wo.)DE | — | CH77 (7 Wo.)CH | — | — | Erstveröffentlichung: 4. Juli 2000 Original: Frankie Goes to Hollywood – Relax    |
| 2000 | The Inevitable Return of the Great White Dope Hooray for Boobies | DE35 (9 Wo.)DE | AT37 (7 Wo.)AT | CH55 (13 Wo.)CH | — | — | Erstveröffentlichung: 12. Dezember 2000                                           |
| 2005 | Foxtrot Uniform Charlie Kilo (F.U.C.K.) Hefty Fine               | DE15 Platin · (15 Wo.)DE | AT10 (23 Wo.)AT | CH47 (9 Wo.)CH | UK47 (2 Wo.)UK | — | Erstveröffentlichung: 30. August 2005 Verkäufe: + 300.000                         |
| 2005 | Uhn Tiss Uhn Tiss Uhn Tiss Hefty Fine                            | DE15 (17 Wo.)DE | AT10 (22 Wo.)AT | CH76 (11 Wo.)CH | — | — | Erstveröffentlichung: 25. November 2005                                           |
| 2005 | Pennsylvania Hefty Fine                                          | — | — | — | — | — | Erstveröffentlichung: 2005                                                        |
| 2006 | No Hard Feelings Hefty Fine                                      | — | — | — | — | — | Erstveröffentlichung: 25. April 2006                                              |
| 2007 | Screwing You on the Beach at Night Show Us Your Hits             | DE33 (7 Wo.)DE | AT59 (3 Wo.)AT | — | — | — | Erstveröffentlichung: 28. September 2007                                          |
| 2010 | Altogether Ooky Show Us Your Hits                                | — | — | — | — | — | Erstveröffentlichung: 26. Oktober 2010                                            |
| 2014 | Chew Toy Hard-Off                                                | — | — | — | — | — | Erstveröffentlichung: 8. August 2014                                              |
| 2014 | American Bitches Hard-Off                                        | — | — | — | — | — | Erstveröffentlichung: 29. Dezember 2014                                           |
| 2015 | Dimes Hard-Off                                                   | — | — | — | — | — | Erstveröffentlichung: 24. Februar 2015                                            |
| 2015 | Uncool as Me Hard-Off                                            | — | — | — | — | — | Erstveröffentlichung: 4. September 2015 feat. Joey Fatone                         |

## Videoalben und Musikvideos

### Videoalben
| Jahr | Titel Musiklabel                         | Höchstplatzierung, Gesamtwochen, AuszeichnungChartplatzierungen (Jahr, Titel, Musiklabel, Platzierungen, Wochen, Auszeichnungen, Anmerkungen) | Höchstplatzierung, Gesamtwochen, AuszeichnungChartplatzierungen (Jahr, Titel, Musiklabel, Platzierungen, Wochen, Auszeichnungen, Anmerkungen) | Höchstplatzierung, Gesamtwochen, AuszeichnungChartplatzierungen (Jahr, Titel, Musiklabel, Platzierungen, Wochen, Auszeichnungen, Anmerkungen) | Höchstplatzierung, Gesamtwochen, AuszeichnungChartplatzierungen (Jahr, Titel, Musiklabel, Platzierungen, Wochen, Auszeichnungen, Anmerkungen) | Höchstplatzierung, Gesamtwochen, AuszeichnungChartplatzierungen (Jahr, Titel, Musiklabel, Platzierungen, Wochen, Auszeichnungen, Anmerkungen) | Anmerkungen                           |
| Jahr | Titel Musiklabel                         | DE | AT | CH | UK | US | Anmerkungen                           |
| ---- | ---------------------------------------- | --- | --- | --- | --- | --- | ------------------------------------- |
| 2003 | One Fierce Beer Run Geffen Records (UMG) | — | — | — | UK29 (1 Wo.)UK | — | Erstveröffentlichung: 12. August 2003 |

### Musikvideos
| Jahr | Titel                                            | Regisseur(e)                       |
| ---- | ------------------------------------------------ | ---------------------------------- |
| 1995 | Mama Say                                         | Michael Alperowitz                 |
| 1996 | Fire Water Burn                                  | Michael Alperowitz                 |
| 1997 | Kiss Me Where It Smells Funny                    | Michael Alperowitz                 |
| 1997 | Why’s Everybody Always Pickin’ on Me?            | Michael Alperowitz                 |
| 1999 | Along Comes Mary                                 | Michael Alperowitz                 |
| 1999 | The Bad Touch                                    | Richard Reines                     |
| 2000 | The Ballad of Chasey Lain                        | Michael Alperowitz                 |
| 2000 | Mope                                             | Michael Alperowitz                 |
| 2000 | Hell Yeah                                        |                                    |
| 2000 | The Inevitable Return of the Great White Dope    | Michael Alperowitz                 |
| 2005 | Foxtrot Uniform Charlie Kilo (F.U.C.K.)          | Marc Klasfeld, Kevin Powers        |
| 2005 | Uhn Tiss Uhn Tiss Uhn Tiss                       | Michael Alperowitz                 |
| 2007 | Screwing You on the Beach at Night (2 Versionen) | (Version 1: 2007, Version 2: 2010) |
| 2010 | Altogether Ooky                                  | Joern Heitmann                     |

## Sonderveröffentlichungen

### Alben
| Jahr | Titel Musiklabel                                                                    | Anmerkungen                         |
| ---- | ----------------------------------------------------------------------------------- | ----------------------------------- |
| 1990 | Bang Chamber 8 Selbstverlag                                                         | Erstveröffentlichung: 1990          |
| 1993 | Just Another Demo Selbstverlag                                                      | Erstveröffentlichung: 1993          |
| 1994 | The Original Motion Picture Soundtrack to Hitler’s Handicapped Helpers Selbstverlag | Erstveröffentlichung: 1. April 1994 |

| Jahr | Titel Musiklabel                                  | Anmerkungen                                                                                               |
| ---- | ------------------------------------------------- | --- |
| 2008 | New Collection D.K. & Moon Producing Centre (UMG) | Erstveröffentlichung: 30. August 2008 Teil der „New-Collection“-Reihe Veröffentlichung nur in der Ukraine |
| 2009 | Playlist Your Way Geffen Records (UMG)            | Erstveröffentlichung: 24. Februar 2009 Teil der „Playlist-Your-Way“-Reihe                                 |

### Lieder
| Jahr | Titel Album               | Anmerkungen                                                  |
| ---- | ------------------------- | ------------------------------------------------------------ |
| 2008 | Weekend! Hands on Scooter | Erstveröffentlichung: 23. Januar 2009 Original: Earth & Fire |

| Jahr | Titel Soundtrack zu                                                    | Anmerkungen                                          |
| ---- | ---------------------------------------------------------------------- | ---------------------------------------------------- |
| 1998 | Along Comes Mary Half Baked – Völlig high und durchgeknallt            | Erstveröffentlichung: 1998 Original: The Association |
| 2000 | The Inevitable Return of the Great White Dope Scary Movie              | Erstveröffentlichung: 4. Juli 2000                   |
| 2001 | Jackass Jay und Silent Bob schlagen zurück                             | Erstveröffentlichung: 14. August 2001                |
| 2006 | Hell Yeah Das kleine Arschloch und der alte Sack – Sterben ist Scheiße | Erstveröffentlichung: 13. Oktober 2006               |
| 2009 | The Bad Touch Gamer                                                    | Erstveröffentlichung: 8. September 2009              |

## Promoveröffentlichungen
| Jahr | Titel Album                                          | Anmerkungen                                                                                           |
| ---- | ---------------------------------------------------- | --- |
| 1995 | Kids in America Use Your Fingers                     | Erstveröffentlichung: 1995 Original: Kim Wilde                                                        |
| 1995 | K.I.D.S. Incorporated Use Your Fingers               | Erstveröffentlichung: 1995                                                                            |
| 1997 | One Censored Beer Coaster EP One Fierce Beer Coaster | Erstveröffentlichung: 1997 7″-Vinylplatte Inhalt: Yellow Fever + One Fierce Beer Coaster Hidden Track |
| 2000 | Three Point One Four Hooray for Boobies              | Erstveröffentlichung: 2000                                                                            |
| 2015 | Clean Up in Aisle Sexy Hard-Off                      | Erstveröffentlichung: 2015 limitierte 7″-Vinylplatte                                                  |

## Statistik

### Chartauswertung
|                     | DE    | AT    | CH    | UK    | US    |
| ------------------- | ----- | ----- | ----- | ----- | ----- |
| Nummer-eins-Alben   | DE1DE | AT1AT | CH—CH | UK—UK | US—US |
| Top-10-Alben        | DE3DE | AT2AT | CH1CH | UK—UK | US—US |
| Alben in den Charts | DE4DE | AT4AT | CH3CH | UK1UK | US3US |

|                       | DE    | AT    | CH    | UK    | US    |
| --------------------- | ----- | ----- | ----- | ----- | ----- |
| Nummer-eins-Singles   | DE1DE | AT—AT | CH—CH | UK—UK | US—US |
| Top-10-Singles        | DE2DE | AT4AT | CH1CH | UK1UK | US—US |
| Singles in den Charts | DE8DE | AT7AT | CH7CH | UK4UK | US1US |

|                          | DE    | AT    | CH    | UK    | US    |
| ------------------------ | ----- | ----- | ----- | ----- | ----- |
| Nummer-eins-Videoalben   | DE—DE | AT—AT | CH—CH | UK—UK | US—US |
| Top-10-Videoalben        | DE—DE | AT—AT | CH—CH | UK—UK | US—US |
| Videoalben in den Charts | DE—DE | AT—AT | CH—CH | UK1UK | US—US |

### Auszeichnungen für Musikverkäufe
| Goldene Schallplatte - Australien - 1997: für die Single Fire Water Burn - 2000: für das Album Hooray for Boobies - Belgien - 2000: für die Single The Bad Touch - Dänemark - 2020: für die Single The Bad Touch - Finnland - 1999: für das Album Hooray for Boobies - Neuseeland - 1997: für die Single Why’s Everybody Always Pickin’ on Me? - 1999: für die Single The Bad Touch - Norwegen - 1997: für die Single Fire Water Burn - Polen - 2001: für das Album Hooray for Boobies - Schweden - 1999: für das Album Hooray for Boobies | Platin-Schallplatte - Australien - 2000: für die Single The Bad Touch - Europa - 2000: für das Album Hooray for Boobies - Kanada - 1999: für das Album Hooray for Boobies - Neuseeland - 1997: für das Album One Fierce Beer Coaster - 1997: für die Single Fire Water Burn - 2000: für das Album Hooray for Boobies - Schweden - 1997: für die Single Fire Water Burn 2× Platin-Schallplatte - Schweden - 1999: für die Single The Bad Touch |

Anmerkung: Auszeichnungen in Ländern aus den Charttabellen bzw. Chartboxen sind in ebendiesen zu finden.
| Land/RegionAuszeichnungen für Musikverkäufe (Land/Region, Auszeichnungen, Verkäufe, Quellen) | Gold       | Platin       | Verkäufe    | Quellen                                                    |
| -------------------------------------------------------------------------------------------- | ---------- | ------------ | ----------- | ---------------------------------------------------------- |
| Australien (ARIA)                                                                            | 2× Gold2   | Platin1      | 140.000     | aria.com.au                                                |
| Belgien (BRMA)                                                                               | Gold1      | —            | 25.000      | ultratop.be                                                |
| Dänemark (IFPI)                                                                              | Gold1      | —            | 45.000      | ifpi.dk                                                    |
| Deutschland (BVMI)                                                                           | 5× Gold5   | 4× Platin4   | 2.850.000   | musikindustrie.de                                          |
| Europa (IFPI)                                                                                | —          | Platin1      | (1.000.000) | ifpi.org (Memento vom 1. Januar 2014 im Internet Archive)  |
| Finnland (IFPI)                                                                              | Gold1      | —            | 21.153      | ifpi.fi                                                    |
| Kanada (MC)                                                                                  | —          | Platin1      | 100.000     | musiccanada.com                                            |
| Neuseeland (RMNZ)                                                                            | 2× Gold2   | 3× Platin3   | 50.000      | aotearoamusiccharts.co.nz                                  |
| Norwegen (IFPI)                                                                              | Gold1      | —            | 10.000      | ifpi.no (Memento vom 5. November 2012 im Internet Archive) |
| Österreich (IFPI)                                                                            | 3× Gold3   | Platin1      | 125.000     | ifpi.at                                                    |
| Polen (ZPAV)                                                                                 | Gold1      | —            | 50.000      | olis.pl                                                    |
| Schweden (IFPI)                                                                              | Gold1      | 3× Platin3   | 130.000     | sverigetopplistan.se ifpi.se SE3                           |
| Schweiz (IFPI)                                                                               | Gold1      | Platin1      | 75.000      | hitparade.ch                                               |
| Vereinigte Staaten (RIAA)                                                                    | Gold1      | Platin1      | 1.500.000   | riaa.com                                                   |
| Vereinigtes Königreich (BPI)                                                                 | Gold1      | Platin1      | 700.000     | bpi.co.uk                                                  |
| Insgesamt                                                                                    | 21× Gold21 | 17× Platin17 |             |                                                            |